# Ivana Buková
Ivana Buková (5. ledna 1968 Louny – 9. července 2012 Praha) byla česká filmová a divadelní herečka a zpěvačka.

## Život a dílo
Narodila se v Lounech, ale většinu svého života strávila v Praze, kde vystudovala Vyšší odbornou školu oděvního návrhářství v Praze a poté i konzervatoř.
Nejvýznamnější roli ztvárnila ve filmu Bastardi, kde si zahrála roli učitelky Fišerové. Dále se pak objevila například ve filmu Bathory slovenského režiséra Juraje Jakubiska.
Ivana Buková se také podílela na založení společnosti Český nezávislý film. Zemřela ve věku 44 let na rakovinu.